# Peter Cetera
Peter Paul Cetera Jr. (Chicago, Illinois, 13 september 1944) is een Amerikaans zanger, liedjesschrijver en bassist in ruste. Cetera is bekend geworden als een van de zangers uit de band Chicago. In 1985 verliet hij deze band voor een solocarrière die tot 2018 duurde. Cetera heeft zeventien albums met Chicago uitgebracht en acht als soloartiest. In beide fases van zijn carrière scoorde hij twee nummer 1-hits; drie daarvan zijn (mede) door hem geschreven. 

## Jeugd
Cetera, geboren en getogen in de South Side van Chicago, Illinois (Morgan Park), is van Pools-Hongaarse afkomst; hij is de tweede van zes kinderen van Peter Paul Cetera Sr. en Margareta (Bechtold) Cetera. Zijn vader werkte als machinist, zijn moeder wilde dat Cetera priester zou worden, maar doordat ze hem en zijn broers en zussen meerstemming leerde zingen werd al snel duidelijk waar zijn toekomst lag. Ook broers Tim en Kenny Cetera kozen voor de muziek; zo maakte eerstgenoemde aan het begin van de jaren zeventig een album met Ricky Nelson. Beiden zouden ook hun medewerking verlenen aan enkele opnamen van Cetera met en zonder Chicago.
Op zijn elfde kreeg Cetera een accordeon in plaats van de gewenste gitaar en won een jaar later een lokale talentenjacht. Dit leverde hem een radio-optreden op dat een week later werd uitgezonden; zijn ouders hebben het echter moeten missen omdat ze geen FM-ontvanger hadden.
Op de middelbare school begon de vijftienjarige Cetera serieus na te denken over een carrière als zanger; hij werd door oudere schoolgenoten meegenomen naar een optreden van de Rebel Rockers en kocht vervolgens een akoestische gitaar bij Montgomery Ward. Hij ging uiteindelijk elektrische bas spelen en trok met schoolvrienden - een drummer, een gitarist en een saxofonist - langs de lokale dansclubs; Cetera deelde daarbij de leadzang met de gitarist. 
Bo Diddley, Little Richard, Richie Valens, Jimmy Reed en The Ventures waren grote inspiratiebronnen voor de beginnende Cetera; als professioneel muzikant van begin twintig raakte hij beïnvloed door de Beatles.

## Loopbaan

### The Exceptions
Cetera speelde in diverse bands uit de omgeving van Chicago, waaronder The Exceptions waarmee hij midden jaren zestig door het Midden-Westen van Amerika toerde. "Tegen de tijd dat ik achttien was verdiende ik neer geld dan m'n vader." Met de Exceptions nam Cetera enkele singles op waaronder de vijf nummers tellende 7-inch ep Rock 'N' Roll Mass. Een van die nummers - Come On Home, markeerde zijn songschrijversdebuut - zij het dat hij de credits deelde met Kal David en Marty Grebb. Daarnaast speelde Cetera elektrische bas op een album van folkzanger en songschrijver Dick Campbell; Dick Campbell Plays Where It's At werd in 1966 uitgebracht op het Mercury. Toen de Exceptions aangaven dat ze psychedelische muziek wilden maken besloot Cetera om op te stappen. De Exceptions veranderden hun naam in Aorta en werden een van de eerste psychedelische bands op een grote platenmaatschappij. 

### Chicago
In december 1967 zag Cetera een concert van The Big Thing; deze rockband met blazerssectie maakte zoveel indruk op hem dat hij zich twee weken later bij hen aansloot. The Big Thing werd al snel omgedoopt tot Chicago Transit Authority (uiteindelijk verkort tot Chicago) en bracht in 1969 het eponieme debuutalbum uit op Columbia. Op drie van de elf nummers, Questions 67 & 68, I'm a Man,[56] en Someday, was Cetera als leadzanger te horen; zijn tenorstem complementeerde de baritonpartijen van toetsenist Robert Lamm en gitarist Terry Kath, de andere twee zangers in de band. 
De opvolger Chicago II werd in 1970 een wereldwijd succes, mede dankzij de door Cetera gezongen top 10-hit 25 or 6 to 4; ook leverde hij de albumtrack Where Do We Go From Here?. Gedurende de jaren zeventig ontwikkelde Cetera zich tot een van de belangrijkste songschrijvers binnen de band; zo was hij op Chicago VII uit 1974  vertegenwoordigd met Wishing You Were Here en Happy Man. Leden van de Beach Boys zongen mee op Wishing You Were Here dat tot een elfde plaats kwam in de Billboard Hot 100. Happy Man werd door producer James Guercio omschreven als "een nummer 1-hit die nooit op single is verschenen". 
In 1976 behaalde Cetera zijn grootste succes met Chicago toen de door hem geschreven en gezongen ballad If You Leave Me Now van het album Chicago X de Billboard Hot 100 aanvoerde en ook elders op nr.1 stond. Het nummer werd in Amerika bekroond met goud en platina en viel in de prijzen bij de 19e Grammy Awards op 19 februari 1977. Nadeel was echter dat Chicago voortaan als balladgroep werd beschouwd door het grote publiek, en Cetera als de blikvanger. Dit beeld werd andermaal bevestigd toen zijn compositie Baby, What a Big Surprise van Chicago XI datzelfde jaar tot een vierde plaats kwam. 
Ondertussen begon Cetera ook met andere artiesten samen te werken; zo was hij onderdeel van de sterrencast die singer-songwriter Angelo bijstond op diens titelloze debuutalbum dat in 1976 uitkwam. In 1977 verzorgde hij de backing vocals op het album Beached van Ricci Martin (zoon van Dean Martin). Producer was Martins zwager Carl Wilson van de Beach Boys. Ook de blazers van Chicago, James Pankow, Walter Parazaider en Lee Loughnane speelden mee. In 1978 was hij een van de achtergrondzangers op Billy Joel's My Life van diens album 52nd Street. Datzelfde jaar werkte Cetera mee aan Karen Carpenters eponieme soloalbum als achtergrondzanger op Making Love in the Afternoon dat hij speciaal voor haar had geschreven. Het album zou pas in 1996 worden uitgebracht op A&M.
Eind jaren zeventig was Chicago qua populariteit voorbijgestreefd door disco, met als absoluut dieptepunt het album Chicago XIV dat in 1980 op een 71e plaats in de Billboard 200. Columbia kocht dientengevolge het nog lopende contract van de band uit. 
Cetera was dan al bezig met zijn eerste soloalbum en moest de rechten ervan kopen aangezien Columbia het niet wilde uitbrengen. Het titelloze verscheen in 1981 op Warner Bros., het nieuwe thuislabel van Chicago, maar flopte en kwam niet verder dan nr. 143 in de Billboard 200. Volgens Cetera zou Warner hebben geweigerd hem als soloartiest te promoten uit angst dat hij Chicago zou verlaten. 
In 1982 werd producer David Foster erbij gehaald, hetgeen resulteerde in Chicago 16. Het album kwam de top tien binnen (nr.9) en betekende een grootse comeback voor Chicago. Drie singles werden ervan getrokken; allen geschreven en gezongen door Cetera die voor de eerste twee werd bijgestaan door Foster. De eerste single, Hard to Say I'm Sorry, werd de tweede nr.1-hit voor de band, bekroond met goud in september 1982 en genomineerd voor een Grammy Award. Ook was het te horen in de film Summer Lovers met Daryl Hannah. Daarna volgden Love Me Tomorrow (nr. 22 in de Billboard Hot 100) en What You're Missing. Als lid van de American Society of Composers, Authors and Publishers won Cetera de ASCAP Pop Music Award voor Meestgedraaide Nummer voor zowel Hard To Say I'm Sorry als Love Me Tomorrow en werd hij onderscheiden als meervoudg winnende songschrijver. Tussen alle Chicago-verplichtingen deed Cetera de achtergrondzang op Paul Anka's laatste  Amerikaanse top 10-hit Hold Me 'Til the Mornin' Comes (medegeschreven door Foster) die in de zomer van 1983 werd uitgebracht.
Chicago 17 werd in 1984 het succesvolste album van de geroutineerde band; alleen al in de VS werden er zes miljoen exemplaren van verkocht. Alle vier de singles van het album werden gezongen door Cetera (waarvan drie door hem medegeschreven) en haalden de Amerikaanse top 20; Sray the Night (nr. 16), Hard Habit to Break (nr.3), You're the Inspiration (nr.3) en Along Comes a Woman (nr.14). Hard Habit to Break, geschreven door Steve Kipner en John Lewis Parker, leverde Cetera drie noninaties op bij de Grammy Awards waarvan een samen met David Foster voor zangrarangement; de enige keer dat hij hiervoor werd genomineerd. Verder sleepte Cetera ASCAP-awards in de wacht voor You're the Inspiration. Dankzij de bijbehorende videoclip en de groeiende populariteit van MTV werd Cetera nu definitief het 'gezicht' van de gezichtsloze band die Chicago lange tijd is geweest.

### Vertrek
Door het verworven succes begon Cetera erover te denken om weer een soloalbum op te nemen, vooral omdat het zware toerschema ter promotie van Chicago 17 hem tegenstond. Toen de 17-tournee in mei 1985 ten einde liep maakten de manager van Chicago en enkele bandleden bekend dat ze ook in de zomer wilden optreden om aansluitend een nieuw album te maken. Cetera was het hier niet mee eens en verliet de band in juli 1985. Jason Scheff verving hem als zanger en bassist. Cetera vertelde later dat hij een soortgelijke regeling had gewild als Phil Collins die naast zijn tournees als lid van Genesis ook soloplaten uitbracht; ook Chicago-drummer Danny Seraphine vond dat de band hiermee had moeten instemmen. In 1987 zei Cetera over de breuk "Het was niet vriendschappelijk, maar het was ook rampzalig. Het is niets dat een nieuwe hit voor mij en een nieuwe hit voor hen niet kan verbeteren."

## Solocarrière

### 1986-1989
Na zijn vertrek uit scoorde Cetera in 1986 zijn eerste hit als soloartiest; Glory of Love, geschreven met David Foster en Diane Nini was oorspronkelijk bedoeld voor de film Rocky IV, maar werd uiteindelijk het themanummer van The Karate Kid Part II. Het leverde Cetera zijn derde nr.1-notering in de Billboard Hot 100 op en gooide ook in de rest van de wereld hoge ogen. Cetera en Foster wonnen respectievelijk een ASCAP-award en een BMI Film & TV Award. Verder was het genomineerd voor een Oscar, een Golden Globe en een Grammy. Tijdens de 59e Oscaruitreiking zong Cetera een ingekorte versie van het lied. In twee interviews uit 1987 liet Cetera zich ontvallen dat er bij sommige mensen eerst dachten dat Glory of Love een nieuw nummer van Chicago was. Rond februari van dat jaar had hij zich echter voldoende bewezen om ook een American Video Award in de wacht te slepen voor Beste Nieuwkomer. 
Glory of Love verscheen op Cetera's tweede soloalbum Solitude/Solitaire uit 1986; het verkocht meer dan een miljoen exemplaren en haalde goud en platina. Ook de opvolger - The Next Time I Fail, een duet met Amy Grant, werd een nr.1-hit en genomineerd voor een Grammy. Solitude/Solitaire haalde de 23e plaats in de Billboard 200 en verkocht beter dan Chicago 18 (nr.35), het eerste album zonder hem. 
In 1988 sloeg Cetera de handen ineen met producer Patrick Leonard voor zijn derde soloalbum One More Story; van de tien nummers hebben ze er acht samen geschreven waaronder de titeltrack en de single One Good Woman die in Amerika tot nr.4 kwam. Leonard speelde ook piano en synthesizers op het album waaraan ook bekende gastmusici hebben bijgedragen zoals Richard Sterban (The Oak Ridge Boys), Bonnie Raitt in Save Me en David Gilmour in Body Language en You Never Listen to Me. Madonna, die destijds met Leonard aan haar nieuwe album werkte, vervulde een cameo als Lulu Smith in Scheherazade. Save Me was de oorapronkelijke herkenningstune van de tv-serie Baywatch, You Never Listen to Me was te horen tijdens de openingsscene van de Miami Vice-aflevering Redemption in Blood: Part 2 hoewel dit niet werd vermeld bij de aftiteling.
In 1989 nam Cetera weer een duet op, ditmaal met Cher; After All stond zowel op de soundtrack van de film Chances Are als op Chers album Heart of Stone. Het haalde in Amerika de 6e plaats en de gouden status. In 2014 werd After All door Billboard-journalist Keith Caulfield uitgeroepen tot Chers negende grootste Billboard-hit.
In de jaren 10 van de 21e eeuw richtte de band Bad Daddies op waarmee hij de hits van Chicago en uit zijn solocarrière speelde, alswel nieuw materiaal en covers. Ook heeft Cetera met anderen samengewerkt waaronder de Chicago-tributeband van broer Kenny die op zijn soloalbums meedeed als percussionist en achtergrondzanger.

### Jaren 90
In 1990 verscheen Cetera's No Explananation op de soundtrack van de populaire film Pretty Woman.
In 1991 zong Cetera mee op de benefietsingle Voices That Care die hij samen met David Foster en Linda Thompson schreef als steunbetuiging aan de Amerikaanse soldaten die betrokken waren bij Operation Desert Storm, maar ook om geld in te zamelen voor het Rode Kruis. De single kwam tot nr.11 in de Billboard Hot 100.
In 1992 verscheen het album World Falling Down dat de weerslag vormde van Cetera's echtscheiding en tevens het einde van zijn periode bij Warner betekende. De eerste single, Restless Heart werd een nr.1 hit in de Adult Contemporary Chart en leverde Cetera wederom een ASCAP-award op voor Meestgedraaide Nummer. Opvolgers Even a Fool Can See en Feels Like Heaven (duet met Chaka Khan), kwamen er tot respectievelijk de derde en vijfde plaats.
In 1995 debuteerde Cetera op het River North-label met het album One Clear Voice. (I Wanna Take) Forever Tonight, het op single uitgebrachte duet met actrice Crystal Bernard, kwam tot nr. 23 in de Adult Contemporary Chart en tot nr. 86 in de Billboard Hot 100. Ter promotie begon Cetera aan zijn eerste solotournee met countryzangeres en stalgenote Ronna Reeves als voorprogramma. De tournee duurde tot 1996 maar liep vertraging op omdat Cetera herstellende was van een motorongeluk.
In 1997 werden al zijn duetten van de voorbije elf jaar verzameld op You're the Inspiration: A Collection, aangevuld met drie remakes van nummers uit zijn Chicago-tijd - If You Leave Me Now, You're the Inspiration en Baby, What A Big Surprise, plus twee nieuwe nummers; Do You Love Me That Much en She Doesn't Need Me Anymore. Cetera vertelde datzelfde jaar in een interview dat hij de Chicago-nummers opnieuw opnam omdat River North geen toestemming kreeg van de band om de mastertapes te gebruiken. Cetera zag het in eerste instantie niet zitten, maar kwam daar al snel op terug: omdat het hem in de gelegenheid stelde die nummers te benaderen alsof ze vandaag waren geschreven.
Een jaar eerder verleende Cetrera zijn medewerking aan de versie van zijn Hard to Say I'm Sorry door r&b-boyband Az Yet, wat hem opnieuw een Grammy-nominatie opleverde. Az Yet voegde in 1997 backing vocals toe aan de singleversie van de remake van You're the Inspiration en stond Cetera terzijde in de videoclip.

### 2000-2015

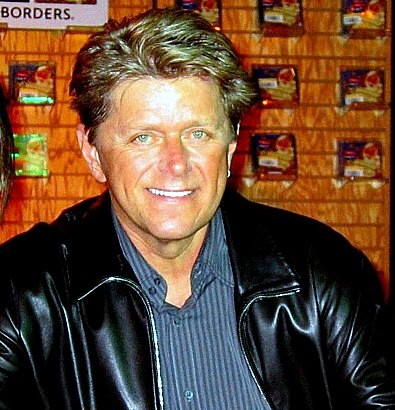
Cetera (60) in 2004

In 2001 kwam Cetera met een nieuw studioalbum; Another Perfect World. 
In 2002 zong Cetera een medley van vier Chicago-nummers tijdens een concert voor Kinderdag in het Arie Crown Theater in Chicago. Hij werd begeleid door David Foster en een orkest. Het concert werd uitgezonden op PBS en op dvd uitgebracht.
Van 2003 tot aan de zomer van 2007 gaf Cetera jaarlijks een handvol concerten met een 40-koppig orkest waarmee hij in nieuwe arrangementen solonummers en Chicagoklassiekers speelde.
In 2004 bracht Cetera You Just Gotta Love Christmas uit; zijn achtste en laatste studioalbum. Ditmaal waren zijn duetpartners Alison Krauss (Deck the Halls) en zijn oudste dochter Claire die ook als achtergrondzangeres te horen was. Zijn jongere dochter Senna droeg bij aan het hoesontwerp. Vlak na de release deed hij mee aan de New Yorkse Macy's Thanksgiving Day Parade welke in heel Amerika werd uitgezonden.
In december 2007 trok Cetera door de VS met de You Just Gotta Love Christmas-tournee; zijn eerste reeks popconcerten sinds 1996. Behalve dat hij zijn drie jaar oude kerstalbum promootte speelde hij ook nummers uit zijn algehele oeuvre.
Op 18 oktober 2008 zong Cetera in Youngstoen, Ohio met de Cleveland Pops Orchestra tijdens Smucker's Presents Hot Ice, een evenement waar topschaatsers op zijn muziek schaatsten. Het werd op Eerste Kerstdag uitgezonden door NBC.
In 2010 was Cetera als zichzelf te zien in een aflevering van het Adult Swim-sketchprogramma Tim and Eric Awesome Show, Great Job! (seizoen 5m, aflevering 9; Greene Machine) waarin ook een gastrol was weggelegd voor acteur Ted Danson. Hij zong Little Danson Man.
Cetera vormde Big Bad Daddies, een zevenkoppige rockband waarmee hij nieuw materiaal en bekende covers speelde, maar ook zijn solorepertoire en dat van Chicago aanboorde. Tijdens concerten speelde hij een aantal nummers op basgitaar.

### Reunie met Chicago?
Cetera werd in interviews herhaaldelijk gevraagd naar een reünie met Chicago. Hoewel hij zijn vertrek met een echtscheiding vergeleek en tot dusver meerdere aanbiedingen om weer met de band op te gaan treden heeft afgewezen, huldigde hij ook het principe "zeg nooit nooit!". In december 2015 werd bekendgemaakt dat de Cetera met de rest van de originele Chicago-bezetting - Terry Kath, Danny Serpahine, Robert Lamm, James Pankow, Walter Parazaider en Lee Loughnane - op 8 april 2016 zou worden ingehuldigd in de Rock & Roll Hall Of Fame. Cetera en de huidige bandleden zagen het in eerste instantie wel zitten om samen te spelen tijdens de inhuldigingsceremonie. Ze konden het echter niet eens worden over de uitvoering, en in februari 2016 maakte Cetera op zijn website bekend dat hij ervan afzag. Cetera liet de ceremonie dan ook aan zich voorbijgaan en heeft zijn onderscheiding niet in ontvangst genomen. De kans op een reünie tussen hem en Chicago was daardoor verder weg dan ooit. Cetera weigerde interviews voor de documentaire Now More Than Ever: The History of Chicago uit 2017 en de aan de band gewijde aflevering van het VH1-programma Behind the Music waarvoor hij geen toestemming gaf voor gebruik van de nummers die hij in zijn Chicago-tijd had geschreven. Wel was Cetera - eveneens in 2017 - in de documentaire The Terry Kath Experience' (eveneens uit 2017) te zien met de overige nog levende leden van Chicago, en werd
hij samen met Lamm en Pankow in de Songwriters Hall of Fame ingehuldigd.

### Einde carrière
Eind 2017 maakte Cetera na 35 jaar weer de oversteek naar Europa als co-headliner van Night of the Proms in Duitsland en Luxemburg. In oktober en november 2018 keerde hij terug voor een eigen tournee met concerten in Londen, Dublin, Randers (Denemarken), Hamburg en Berlijn. Cetera zou 9 november de Bulgaarse hoofdstad Sofia optreden, maar dat werd twee maanden van tevoren (4 september) afgelast. 
Op 23 november 2018 gaf Cetera zijn laatste concert bij de opening van het Argyros Performing Arts Center in Ketchum, Idaho. Een jaar later, in november 2019, maakte Cetera in de podcast van American footballspeler Mark Pattison bekend "klaar" te zijn. Hij wilde al langere tijd stoppen nu hij nog bij stem was, en ook het vele reizen tijdens tournees heeft meegespeeld in zijn beslissing om niet meer op te treden.

## Hits in Nederland
De nummers van Chicago waarin Peter Cetera zong, kwamen hoog in de Nederlandse Top 40 te staan. "If You Leave Me Now" behaalde in 1976 de eerste plaats en verbleef 16 weken in de Nederlandse Top 40. "Baby What A Big Surprise" behaalde in 1977 de derde plaats en bleef 9 weken in de lijst. In Nederland had hij uit zijn solocarrière maar één hit behaald, namelijk "Glory Of Love" uit 1986. Deze verbleef 7 weken in de lijst en behaalde als hoogste de 21ste positie. "Glory Of Love" is vooral bekend geworden doordat het een onderdeel was van de soundtrack van The Karate Kid 2, een film uit 1986. Ook "(I Wanna Take) Forever Tonight", een duet met zangeres Crystal Bernard, geniet bekendheid in Nederland, maar haalde er de hitlijsten niet. Verder heeft Cetera nog veel meer hits gehad, die vooral in de tijd bij Chicago werden gemaakt.

## Solo Discografie

### Albums
| Album met eventuele hitnotering(en) in de Nederlandse Album Top 100 | Datum van verschijnen | Datum van binnenkomst | Hoogste positie | Aantal weken | Opmerkingen |
| ------------------------------------------------------------------- | --------------------- | --------------------- | --------------- | ------------ | ----------- |
| One More Story                                                      | 1988                  | 3-9-1988              | 86              | 3            |             |

### Singles
| Single met eventuele hitnotering(en) in de Nederlandse Top 40 | Datum van verschijnen | Datum van binnenkomst | Hoogste positie | Aantal weken | Opmerkingen  |
| ------------------------------------------------------------- | --------------------- | --------------------- | --------------- | ------------ | ------------ |
| Glory of Love                                                 | 1986                  | 30-8-1986             | 21              | 7            |              |
| Hard to Say I'm Sorry                                         | 1997                  | 15-3-1997             | 3               | 19           | Feat. Az Yet |
| You're the Inspiration                                        | 1997                  | 12-12-1997            | -               | -            | Feat. Az Yet |